# Associazione Calcio Brescia 1969-1970
Questa voce raccoglie i dati riguardante l'Associazione Calcio Brescia nelle competizioni ufficiali della stagione 1969-1970.

## Stagione
Sulla panchina delle rondinelle viene confermato Arturo Silvestri.
Viene ceduto alla Juventus Antonello Cuccureddu in cambio di Giancarlo Bercellino e Giampaolo Menichelli. Ivano Bosdaves ritorna al Napoli che restituisce al Brescia Egidio Salvi. Dalla Reggiana vengono acquistati il portiere Lamberto Boranga ed il terzino Mario Manera.
La partenza in campionato è in salita, prima vittoria alle settima giornata a Palermo (1-3), poi dopo la sconfitta interna con la Juventus (0-1). Alla dodicesima giornata viene sostituito Arturo Silvestri con Mido Bimbi, un cambio che non porta benefici.
Il girone di andata si chiude con soli otto punti in coda alla classifica. Nel girone di ritorno ne conquisterà dodici, ma non basteranno, la salvezza resta lontana quattro lunghezze.
In Coppa Italia la squadra terminò ultima nel girone 5 (con Juventus, Mantova e Atalanta), venendo quindi eliminata al primo turno. Esclusione precoce anche dalla Coppa Mitropa, maturata agli ottavi di finale per mano degli jugoslavi dell'Hajduk Spalato.

## Divise
In questa stagione le maglie bresciane furono modificate: venne infatti meno il classico scaglione rovesciato delle Rondinelle, sostituito da una più convenzionale sbarra sul modello della divisa del River Plate. I colori rimasero blu Savoia per maglia e calzettoni, bianco per sbarra e pantaloncini; la seconda maglia aveva invece i colori invertiti.
| Casa | Trasferta |

## Rosa
| N. |                   | Ruolo | Calciatore           |
| -- | ----------------- | ----- | -------------------- |
|    | Italia (bandiera) | P     | Luigi Brotto         |
|    | Italia (bandiera) | P     | Ernesto Galli        |
|    | Italia (bandiera) | P     | Lamberto Boranga     |
|    | Italia (bandiera) | D     | Luigi Cagni          |
|    | Italia (bandiera) | D     | Mario Manera         |
|    | Italia (bandiera) | D     | Bernardino Busi      |
|    | Italia (bandiera) | D     | Giovanni Botti       |
|    | Italia (bandiera) | D     | Giancarlo Bercellino |
|    | Italia (bandiera) | D     | Luciano Zecchini     |
|    | Italia (bandiera) | D     | Renzo Ragonesi       |
|    | Italia (bandiera) | D     | Adolfo Gori          |
|    | Italia (bandiera) | D     | Angiolino Gasparini  |
|    | Italia (bandiera) | D     | Raffaello Vescovi    |

| N. |                   | Ruolo | Calciatore           |
| -- | ----------------- | ----- | -------------------- |
|    | Italia (bandiera) | C     | Dino D'Alessi        |
|    | Italia (bandiera) | C     | Renato Damonti       |
|    | Italia (bandiera) | C     | Giorgio Fanti        |
|    | Italia (bandiera) | C     | Luigi Simoni         |
|    | Italia (bandiera) | C     | Carlo Volpi          |
|    | Italia (bandiera) | C     | Fausto Inselvini     |
|    | Italia (bandiera) | C     | Antonello Cuccureddu |
|    | Italia (bandiera) | A     | Giampaolo Menichelli |
|    | Italia (bandiera) | A     | Egidio Salvi         |
|    | Italia (bandiera) | A     | Virginio De Paoli    |
|    | Italia (bandiera) | A     | Sergio Brunetta      |
|    | Italia (bandiera) | A     | Walter Frisoni       |
|    | Italia (bandiera) | A     | Claudio Turchetto    |

## Risultati

### Serie A
Fonte:

#### Girone di andata
| Arbitro: | Gonella (Asti) |

|              |           |                                 |
| De Paoli 57’ | Marcatori | 7’, 13’, 34’ (rig.), 43’ Rivera |

| Arbitro: | Giunti (Arezzo) |

|                  |           |  |
| Botti 40’ (aut.) | Marcatori |  |

| Arbitro: | Francescon (Padova) |

|  |           |                         |
|  | Marcatori | 47’ Domenghini 80’ Riva |

| Brescia 5 ottobre 1969 4ª giornata | Brescia           | 0 – 0 | Bari | Stadio Mario Rigamonti\| Arbitro: \| D'Agostini (Roma) \| |
| Arbitro:                           | D'Agostini (Roma) |       |      |                                                           |

| Arbitro: | De Marchi (Pordenone) |

|                                                |           |                |
| Bertini 49’ (rig.) Burgnich 82’ Boninsegna 87’ | Marcatori | Menichelli 77’ |

| Brescia 19 ottobre 1969 6ª giornata | Brescia          | 0 – 0 | Verona | Stadio Mario Rigamonti\| Arbitro: \| Bernardis (Roma) \| |
| Arbitro:                            | Bernardis (Roma) |       |        |                                                          |

| Arbitro: | Gonella (Asti) |

|                |           |                                |
| Pellizzaro 62’ | Marcatori | Salvi 22’ Botti 26’ Simoni 61’ |

| Arbitro: | Barbaresco (Cormons) |

|                   |           |  |
| Sabadini 25’, 87’ | Marcatori |  |

| Arbitro: | Di Tonno (Lecce) |

|               |           |          |
| Menichelli 3’ | Marcatori | 22’ Pace |

| Napoli 30 novembre 1969 10ª giornata | Napoli          | 0 – 0 | Brescia | Stadio San Paolo\| Arbitro: \| Serafino (Roma) \| |
| Arbitro:                             | Serafino (Roma) |       |         |                                                   |

| Arbitro: | Francescon (Padova) |

|                     |           |  |
| Moschino 77’ (rig.) | Marcatori |  |

| Arbitro: | De Robbio (Salerno) |

|  |           |              |
|  | Marcatori | 33’ Anastasi |

| Arbitro: | Pieroni (Roma) |

|  |           |              |
|  | Marcatori | 75’ Ragonesi |

| Arbitro: | Angonese (Mestre) |

|              |           |                          |
| D'Alessi 90’ | Marcatori | 9’ Maraschi 75’ Amarildo |

| Arbitro: | Toselli (Cormons) |

|               |           |  |
| Chinaglia 68’ | Marcatori |  |

#### Girone di ritorno
| Arbitro: | Giunti (Arezzo) |

|           |           |           |
| Prati 80’ | Marcatori | 77’ Volpi |

| Arbitro: | Panzino (Catanzaro) |

|  |           |             |
|  | Marcatori | 44’ Spinosi |

| Arbitro: | Barbaresco (Cormons) |

|                                     |           |  |
| Gori 14’ Brugnera 29’, 78’ Riva 60’ | Marcatori |  |

| Arbitro: | Sbardella (Roma) |

|                      |           |  |
| Fara 35’ (rig.), 60’ | Marcatori |  |

| Arbitro: | Pieroni (Roma) |

|                |           |                       |
| Menichelli 31’ | Marcatori | 83’ (rig.) Boninsegna |

| Verona 15 febbraio 1970 21ª giornata | Verona          | 0 – 0 | Brescia | Stadio Marcantonio Bentegodi\| Arbitro: \| Serafino (Roma) \| |
| Arbitro:                             | Serafino (Roma) |       |         |                                                               |

| Arbitro: | Gonella (Torino) |

|                                        |           |                               |
| Turchetto 14’, 47’, 66’ Menichelli 39’ | Marcatori | 12’ Pellizzaro 32’ Bercellino |

| Brescia 8 marzo 1970 23ª giornata | Brescia        | 0 – 0 | Sampdoria | Mario Rigamonti\| Arbitro: \| Pieroni (Roma) \| |
| Arbitro:                          | Pieroni (Roma) |       |           |                                                 |

| Arbitro: | Monti (Ancona) |

|  |           |                                  |
|  | Marcatori | 59’, 73’ Menichelli 66’ D'Alessi |

| Arbitro: | Lattanzi (Roma) |

|               |           |                         |
| Turchetto 63’ | Marcatori | 14’ Bianchi 71’ Juliano |

| Arbitro: | De Robbio (Torre Annunziata) |

|  |           |            |
|  | Marcatori | 54’ Quadri |

| Arbitro: | D'Agostini (Roma) |

|              |           |  |
| Anastasi 91’ | Marcatori |  |

| Arbitro: | Serafino (Roma) |

|              |           |            |
| Turchetto 5’ | Marcatori | 58’ Vitali |

| Arbitro: | Gialluisi (Barletta) |

|  |           |            |
|  | Marcatori | 75’ Simoni |

| Brescia 26 aprile 1970 30ª giornata | Brescia                   | 0 – 0 | Lazio | Stadio Mario Rigamonti\| Arbitro: \| Campanini (Finale Emilia) \| |
| Arbitro:                            | Campanini (Finale Emilia) |       |       |                                                                   |

### Coppa Italia

#### Primo turno
| Arbitro: | Vacchini (Milano) |

|            |           |                          |
| Simoni 62’ | Marcatori | 44’ Novellini 77’ Comini |

| Arbitro: | Serafino (Roma) |

|                            |           |                           |
| Spelta 42’ Sanseverino 54’ | Marcatori | 27’ De Paoli 28’ D'Alessi |

| Arbitro: | Francescon (Padova) |

|                                    |           |              |
| Leonardi 23’ Haller 70’ Furino 81’ | Marcatori | 41’ De Paoli |

### Coppa Mitropa
| Spalato 29 ottobre 1969 Ottavi di finale - andata                                     | Hajduk Spalato | 3 – 1 referto  | Brescia | Stadio Stari Plac |
| \| \| \| \| \| Pavlica 10’ Nadoveza 12’ Lemešić 68’ \| Marcatori \| 38’ Menichelli \| |                |                |         |                   |
|                                                                                       |                |                |         |                   |
| Pavlica 10’ Nadoveza 12’ Lemešić 68’                                                  | Marcatori      | 38’ Menichelli |         |                   |

| Brescia 10 dicembre 1969 Ottavi di finale - ritorno | Brescia | 0 – 0 referto | Hajduk Spalato | Stadio Mario Rigamonti |

## Statistiche

### Statistiche di squadra
| Competizione  | Punti | In casa | In casa | In casa | In casa | In casa | In casa | In trasferta | In trasferta | In trasferta | In trasferta | In trasferta | In trasferta | Totale | Totale | Totale | Totale | Totale | Totale | DR  |
| Competizione  | Punti | G       | V       | N       | P       | Gf      | Gs      | G            | V            | N            | P            | Gf           | Gs           | G      | V      | N      | P      | Gf     | Gs     | DR  |
| ------------- | ----- | ------- | ------- | ------- | ------- | ------- | ------- | ------------ | ------------ | ------------ | ------------ | ------------ | ------------ | ------ | ------ | ------ | ------ | ------ | ------ | --- |
| Serie A       | 20    | 15      | 1       | 7       | 7       | 10      | 18      | 15           | 4            | 3            | 8            | 10           | 17           | 30     | 5      | 10     | 15     | 20     | 35     | -15 |
| Coppa Italia  | 1     | 1       | 0       | 0       | 1       | 1       | 2       | 2            | 0            | 1            | 1            | 3            | 5            | 3      | 0      | 1      | 2      | 4      | 7      | -3  |
| Coppa Mitropa |       | 1       | 0       | 1       | 0       | 0       | 0       | 1            | 0            | 0            | 1            | 1            | 3            | 2      | 0      | 1      | 1      | 1      | 3      | -2  |
| Totale        |       | 17      | 1       | 8       | 8       | 11      | 20      | 18           | 4            | 4            | 10           | 14           | 25           | 35     | 5      | 12     | 18     | 25     | 45     | -20 |

### Statistiche dei giocatori
| Giocatore     | Serie A  | Serie A | Coppa Italia | Coppa Italia | Mitropa Cup | Mitropa Cup | Totale   | Totale |
| Giocatore     | Presenze | Reti    | Presenze     | Reti         | Presenze    | Reti        | Presenze | Reti   |
| ------------- | -------- | ------- | ------------ | ------------ | ----------- | ----------- | -------- | ------ |
| G. Bercellino | 22       | 0       | 3            | 0            | 2           | 0           | 27       | 0      |
| L. Boranga    | 14       | -17     | -            | -            | 1           | 0           | 15       | -17    |
| G. Botti      | 18       | 1       | 1            | 0            | 2           | 0           | 21       | 1      |
| L. Brotto     | 2        | -3      | -            | -            | -           | -           | 2        | -3     |
| S. Brunetta   | 10       | 0       | -            | -            | -           | -           | 10       | 0      |
| A. Buffon     | -        | -       | -            | -            | 1           | -3          | 1        | -3     |
| B. Busi       | 28       | 0       | 2            | 0            | 1           | 0           | 31       | 0      |
| L. Cagni      | 8        | 0       | -            | -            | -           | -           | 8        | 0      |
| A. Cuccureddu | -        | -       | 2            | 0            | -           | -           | 2        | 0      |
| D. D'Alessi   | 21       | 2       | 2            | 1            | 2           | 0           | 25       | 3      |
| R. Damonti    | 6        | 0       | -            | -            | -           | -           | 6        | 0      |
| V. De Paoli   | 14       | 1       | 3            | 2            | 2           | 0           | 19       | 3      |
| G. Fanti      | 19       | 0       | -            | -            | 2           | 0           | 21       | 0      |
| W. Frisoni    | 2        | 0       | -            | -            | -           | -           | 2        | 0      |
| E. Galli      | 14       | -15     | 3            | -7           | -           | -           | 17       | -22    |
| A. Gasparini  | 3        | 0       | -            | -            | -           | -           | 3        | 0      |
| A. Gori       | 17       | 0       | 2            | 0            | 1           | 0           | 20       | 0      |
| F. Inselvini  | 2        | 0       | -            | -            | -           | -           | 2        | 0      |
| M. Manera     | 21       | 0       | 3            | 0            | 2           | 0           | 26       | 0      |
| G. Menichelli | 23       | 6       | 3            | 0            | 2           | 1           | 28       | 7      |
| R. Ragonesi   | 12       | 1       | -            | -            | 1           | 0           | 13       | 1      |
| E. Salvi      | 25       | 1       | 3            | 0            | 2           | 0           | 30       | 1      |
| L. Simoni     | 25       | 2       | 3            | 1            | 2           | 0           | 30       | 3      |
| C. Turchetto  | 11       | 5       | -            | -            | -           | -           | 11       | 5      |
| R. Vescovi    | 1        | 0       | 1            | 0            | 1           | 0           | 3        | 0      |
| C. Volpi      | 19       | 1       | 3            | 0            | 2           | 0           | 24       | 1      |
| L. Zecchini   | 12       | 0       | -            | -            | -           | -           | 12       | 0      |